# Alexander Povetkin vs. Dillian Whyte II
Alexander Povetkin vs. Dillian Whyte II, anunciado comercialmente como Rumble On The Rock 2021, fue la revancha de una pelea de boxeo profesional de peso pesado que se disputó entre el anterior campeón AMB y campeón interino defensor CMB Alexander Povetkin, y el anterior campeón interino CMB Dillian Whyte.
El acontecimiento fue programado originalmente para el 21 de noviembre de 2020, pero se tuvo que aplazar luego de que Povetkin diera positivo para COVID-19. El lugar para la revancha no había sido confirmado hasta ese momento, pero el evento tuvo lugar en Gibraltar el 27 de marzo de 2021.
La primera pelea acabó con una victoria por nocaut técnico para Povetkin.  En la revancha, Whyte logró la victoria luego de noquear a Povetkin en el cuarto asalto.

## Resumen de peleas
| Categoría        | Gandor           | Perdedor               | Método | Round | Tiempo |
| ---------------- | ---------------- | ---------------------- | ------ | ----- | ------ |
| Peso pesado      | Dillian Whyte    | Alexander Povetkin (c) | TKO    | 4/12  | 2:39   |
| Peso pesado      | Fabio Wardley    | Éric Molina            | KO     | 5/10  |        |
| Peso superwélter | Ted Cheeseman    | James Metcalf          | TKO    | 11/12 | 3:10   |
| Peso ligero      | Campbell Hatton  | Jesús Ruiz             | PTS    | 4     |        |
| Peso wélter      | Michael McKinson | Chris Kongo (c)        | DU     | 10    |        |
| Peso Pesado      | Nick Webb        | Erik Pfeifer           | TKO    | 2/10  | 1:51   |

1. ↑  Por el título de campeón interino de peso pesado de la CMB
2. ↑  Por el título vacante de campeón británico súper wélter
3. ↑  Debut profesional de Hatton
4. ↑  Por el título de campeón mundial wélter de la OMB
5. ↑  Por el título de campeón internacional de peso pesado de la OIB

## Cobertura
El evento fue televisado por 30 Minutes Freeview, Sky Sports Arena, Sky Sports Mix y Sky Sports Boxing.  Además fue televisado por los canales de paga Sky Sports Box Office, en el Reino Unido e Irlanda, así como en REN TV en Rusia.
| Country     | Transmisión                                                                           | Transmisión                                                                           | Transmisión           | Transmisión           |
| Country     | Gratis                                                                                | Cable/TV de paga                                                                      | Suscripción           | Streaming             |
| ----------- | ------------------------------------------------------------------------------------- | ------------------------------------------------------------------------------------- | --------------------- | --------------------- |
| Reino Unido | Sky Sports Arena, Sky Sports Mix y Sky Sports Boxing YouTube para 30 Minutes Freeview | Sky Sports Arena, Sky Sports Mix y Sky Sports Boxing YouTube para 30 Minutes Freeview | Sky Sports Box Office | Sky Sports Box Office |
| Irlanda     | Sky Sports Arena, Sky Sports Mix y Sky Sports Boxing YouTube para 30 Minutes Freeview | Sky Sports Arena, Sky Sports Mix y Sky Sports Boxing YouTube para 30 Minutes Freeview | Sky Sports Box Office | Sky Sports Box Office |
| Rusia       | REN TV                                                                                | A1                                                                                    | N/A                   | Amediateka            |
| Worldwide   | N/A                                                                                   | N/A                                                                                   | N/A                   | DAZN                  |

1. ↑  La transmisión no estuvo disponible para el Reino Unido, Irlanda ni para algunos países seleccionados